# Daluo, Fujian
Daluo (kinesiska: 大洛) är en köping i sydöstra Kina. Den ligger i stadsdistriktet Shaxian i staden Sanming i provinsen Fujian, omkring 150 kilometer väster om provinshuvudstaden Fuzhou. Antalet invånare är 7 001. Befolkningen består av 3 270 kvinnor och 3 731 män. Barn under 15 år utgör 18,0 %, vuxna 15-64 år 68 %, och äldre över 65 år 12,0 %.